# Коттрелл, Уильям (сценарист)
Уильям Гарри Деннис Коттрелл (англ. William Harry Dennis Cottrell), также известный как Билл Коттрелл (англ. Bill Cottrell); 19 ноября 1906, Саут-Бенд, Индиана — 22 декабря 1995, Бербанк, Калифорния) — американский сценарист и оператор, работавший в Walt Disney Animation Studios. Он известен как режиссёр отдельных сцен первого полнометражного мультфильма Disney 1937 года «Белоснежка и семь гномов»

## Биография
Уильям Гарри Деннис Коттрелл родился в 1906 году в семье англичан в Саут-Бенде, штат Индиана, и окончил Западный колледж в Лос-Анджелесе, Калифорния, где изучал английский язык и журналистику.
Некоторое время работал над комиксом Джорджа Херримана «Krazy Kat» (с англ. — «Сумасшедший кот»). В 1929 году ему предложили работу оператора в Disney Studios. Вскоре он перешёл к работе в отделе сценариев, где разрабатывал сюжеты для короткометражных мультфильмов, включая: «Странные пингвины» (1934), «Water Babies» и «Кто убил старину Робина?» (оба в 1935).
В качестве режиссёра сцен мультфильма «Белоснежка и семь гномов», Коттрелл снимал сцены со Злой Королевой и Злой Ведьмой.
Он также работал сценаристом для полнометражных мультфильмов таких как: «Пиноккио» (1940), «Салют, друзья!» (1942), «Три кабальеро» (1944), «Весёлые и беззаботные» (1947), «Время мелодий» (1948), «Алиса в Стране чудес» (1951), «Питер Пэн» (1953).
Коттрелл был одним из пяти человек, вместе с Уилфредом Джексоном, Ларри Мори, Персом Пирсом и Беном Шарпстином, которые были номинированы на Кубок Муссолини за «Белоснежку» в категории «лучший иностранный фильм» на Венецианском международном кинофестивале 1938 года, однако Лени Рифеншталь выиграла эту премию за свой двухсерийный фильм «Олимпия».
В 1938 году он женился на Хэйзел Сьюэлл, сестре Лиллиан Дисней, жены Уолта Диснея. В 1941 году Билл и Хэйзел присоединились к Уолту и небольшой группе художников в туре доброй воли по Южной Америке от имени правительства Соединённых Штатов, который вдохновил Диснея на мультфильмы «Салют, друзья!» и «Три кабальеро».
В 1952 году Котрелл стал первым президентом WED Enterprises (ныне Walt Disney Imagineering), частной компании, которая напрямую принадлежала Уолту Диснею и отвечала за строительство тематического парка Диснейленд. Билл помогал разрабатывать сюжетные линии и диалоги для аттракционов, таких как Snow White's Adventures (с англ. — «Приключения Белоснежки»).
Он также участвовал в разработке популярного телесериала «Зорро», а в 1964 году был назначен президентом Retlaw Enterprises, частной холдинговой компании семьи Дисней. Он занимал эту должность до 1982 года, когда вышел на пенсию после 53 лет службы.
В 1994 году Коттрелл был удостоен звания «Легенды Диснея». Он скончался 22 декабря 1995 года в Бербанке, штат Калифорния.

## Фильмография

### Сценарист
- Посудная лавка (1934)
- Кузнечик и муравьи (1934)
- Выезд на природу (1934)
- Странные пингвины (1934)
- Богиня Весны (1934)
- Котёнок воришка (1935)
- Water Babies (1935)
- Карнавал сладостей (1935)
- Кто убил старину Робина? (1935)
- Судный день Плуто (1935)
- Три котёнка-беспризорника (1935)
- Три волчонка (1936)
- Сквозь зеркало (1936)
- Возвращение черепахи Тоби (1936)
- Ещё про котят (1936)
- Винкин, Блинкин и Нод (1938)
- Несговорчивый дракон (1941)
- Салют, друзья! (1942)
- Акварель Бразилии (1942)
- Три кабальеро (1944)
- Микки и бобовый стебель (1947)
- Весёлые и беззаботные (1947)
- Малыш Ту-ту (1948)
- Время мелодий (1948)
- Алиса в Стране чудес (1951)
- Питер Пэн (1953)

### Оператор
- Бурные волны (1929)
- Цветы и деревья (1932)
- Ночной кошмар Микки (1932)
- Король Нептун (1932)
- The Whoopee Party (1932)
- Влюблённые букашки (1932)
- Parade of the Award Nominees (1932)
- Детки в чаще (1932)
- Мастерская Санта Клауса (1932)
- Хороший поступок Микки (1932)
- Безумный доктор (1933)
- Весенние пташки (1933)
- Миклердрамер Микки (1933)
- О да, деньки былые (1933)
- Три поросёнка (1933)
- Mickey's Gala Premier (1933)
- Старый король Коль (1933)
- Колыбельная страна (1933)
- Ночь перед Рождеством (1933)
- Кузнечик и муравьи (1934)
- Весёлые зайчата (1934)
- Маленькая мудрая курочка (1934)
- Летающий мышонок (1934)
- Похититель собак (1934)
- Карнавал сладостей (1935)
- Кто убил старину Робина? (1935)
- В саду у Микки (1935)
- Судный день Плуто (1935)
- Музыкальная страна (1935)
- Три котёнка-беспризорника (1935)
- Cock o' the Walk (1935)
- Broken Toys (1935)
- Слон Элмер (1936)
- Три маленьких волчонка (1936)
- Покорители Альп (1936)
- Возвращение черепахи Тоби (1936)
- Деревенский кузен (1936)
- Мамаша Плуто (1936)
- Ещё про котят (1936)
- Дон Дональд (1937)
- Маленький Гайавата (1937)

### Другие работы
| Год  | Фильм                          | Работа            |
| ---- | ------------------------------ | ----------------- |
| 1937 | Белоснежка и семь гномов       | Режиссёр сцен     |
| 1940 | Пиноккио                       | Адаптация сюжета  |
| 1943 | Победа через мощь в воздухе    | Адаптация сюжета  |
| 1947 | Девушка из варьете             | Сцены кукол       |
| 1952 | Маленький дом                  | Адаптация сюжета  |
| 1953 | Капитан Джон Смит и Покахонтас | Режиссёр диалогов |

## Награды и номинации
- 1938 — Премия «Кубок Муссолини» в категории «Лучший иностранный фильм» («Белоснежка и семь гномов») (номинация)
- 1994 — премия Легенды Диснея[8]